# Kulturåret 1733

## Nya verk
- Ludvig Holbergs pjäs Jeppe på berget (Jeppe paa Bjerget) har svensk premiär på Stora Bollhuset i Stockholm.

## Födda
- 3 januari – Josina van Aerssen  (död 1797), holländsk kompositör
- 6 juni – Lorens Pasch d.y. (död 1805), svensk konstnär och professor vid Konstakademien.
- okänt datum – Anna Brita Sergel (död 1819), svensk konstnär.
- okänt datum – Johanna Löfblad (död 1811), svensk skådespelare.

## Avlidna
- 12 september – François Couperin, 64, fransk kompositör, organist och cembalist.
- okänt datum – Johan Johansson Aureller d.y. (född 1657), svensk målare.